# 리틀 피트
리틀 피트(Little Feet)는 미국에서 제작된 알렉상드르 록웰 감독의 2013년 영화이다. 르네 쿠안테-바우티스타 등이 주연으로 출연하였다.

## 출연

### 주연
- 르네 쿠안테-바우티스타

### 조연
- 벤자민 키퍼스